# Zolotonosja
Zolotonosja (ukrainsk: Золотоноша ukrainsk udtale: [zolotoˈnɔʃɐ], jiddisch: זאלאטאטאנאשא) er en by beliggende i Tjerkasy oblast (region) i det centrale Ukraine. Byen er det administrative centrum for Zolotoniskyj rajon (distrikt). Den er hjemsted for administrationen af bykommunen Zolotoniskyj hromada, en af Ukraines hromadaer. Byen havde i 2021 en befolkning på omkring 27.458 personer.
Zolotonosha ligger ved floden Zolotonosja, en biflod til Dnepr omkring 30 km fra oblastens administrative centrum, Tjerkasy. Byen ligger også på jernbanelinjen fra Bakhmach til Odessa, og på motorvejen fra Kyiv til Kremenchuk og fra Tjerkasy til Shramivka.

## Galleri
- Kulturhus
- Monument og Jomfru Marias himmelfart-katedralen
- Landbrugsskole
- Administrationen for rajonen
- Tidligere kvindegymnasium
- Holocaust-monument i nærheden af Zolotonosja